# Roberto Chabet
Roberto "Booby" Chabet (29 de marzo de 1937 - 30 de abril de 2013) fue un artista filipino reconocido como el padre del arte conceptual de Filipinas.

## Carrera
Chabet estudió arquitectura en la Roosevelt College Cubao donde se graduó en 1961. Tuvo su primera exposición individual en la Galería Luz el mismo año. Él fue director del museo, fundador del Centro Cultural de Filipinas y sirvió allí como comisario desde 1967 hasta 1970. Inició los primeros Premios 13 Artistas, dando reconocimiento a los jóvenes artistas cuyas obras muestran un reciente y alejado modo de creación artística de obras anteriores y que son muy familiares para la gente.
Dirigió el grupo de arte conceptual de los años 1970 llamado Shop 6 y enseñó durante más de 30 años en el UP College of Fine Arts, en el que defendía una práctica artística que dio prioridad a la idea sobre la forma. Desde la década de 1970, ha sido el organizador de exposiciones históricas con obras de artistas jóvenes.
Chabet describió sus piezas como "criaturas de relaciones sexuales" y él mismo como su "guardián". Sus obras son el resultado de un proceso de desintegración de ideas fijas sobre el arte y el significado. Altamente alegóricas, sus dibujos, collages, esculturas e instalaciones preguntan modernidad. Sus obras son meditaciones sobre el espacio, la naturaleza transitoria de objetos comunes y las colisiones que se producen con su desplazamiento. Prolífico y multifacético, Chabet ha incursionado en la arquitectura, la pintura, el grabado, la escultura, la etapa de diseño, la enseñanza, la pornografía y la escritura.
Chabet era soltero y no tenía hijos. Le sobreviven una hermana mayor, Carmen Mesina, y una hermana menor Milagros García. Sus restos fueron llevados a la Capilla del Monumento de Arlington en Araneta Avenue, Quezon City el 1 de mayo.